# Grand Prix Kanady 1977
Grand Prix Kanady 1977 (oficiálně XVII Labatt's Canadian Grand Prix) se jela na okruhu Canadian Tire Motorsport Park v Ontariu v Kanadě dne 9. října 1977. Závod byl šestnáctým v pořadí v sezóně 1977 šampionátu Formule 1.

## Závod
| Poř.   | No. | Jezdec                | Konstruktér        | Počet kol | Čas/Odstoupení  | Pořadí na startu | Body |
| ------ | --- | --------------------- | ------------------ | --------- | --------------- | ---------------- | ---- |
| 1      | 20  | Jody Scheckter        | Wolf-Ford          | 80        | 1:40:00.00      | 9                | 9    |
| 2      | 4   | Patrick Depailler     | Tyrrell-Ford       | 80        | + 6.77          | 6                | 6    |
| 3      | 2   | Jochen Mass           | McLaren-Ford       | 80        | + 15.76         | 5                | 4    |
| 4      | 17  | Alan Jones            | Shadow-Ford        | 80        | + 46.69         | 7                | 3    |
| 5      | 23  | Patrick Tambay        | Ensign-Ford        | 80        | + 1:03.26       | 16               | 2    |
| 6      | 19  | Vittorio Brambilla    | Surtees-Ford       | 78        | Nehoda          | 15               | 1    |
| 7      | 14  | Danny Ongais          | Penske-Ford        | 78        | +2 kola         | 22               |      |
| 8      | 9   | Alex Ribeiro          | March-Ford         | 78        | +2 kola         | 23               |      |
| 9      | 5   | Mario Andretti        | Lotus-Ford         | 77        | Motor           | 1                |      |
| 10     | 16  | Riccardo Patrese      | Shadow-Ford        | 76        | Přetočení       | 8                |      |
| 11     | 30  | Brett Lunger          | McLaren-Ford       | 76        | Motor           | 20               |      |
| 12     | 21  | Gilles Villeneuve     | Ferrari            | 76        | Převodovka      | 17               |      |
| Ret    | 1   | James Hunt            | McLaren-Ford       | 61        | Nehoda          | 2                |      |
| Ret    | 27  | Patrick Nève          | March-Ford         | 56        | Motor           | 21               |      |
| Ret    | 3   | Ronnie Peterson       | Tyrrell-Ford       | 34        | Únik paliva     | 3                |      |
| Ret    | 24  | Rupert Keegan         | Hesketh-Ford       | 32        | Nehoda          | 25               |      |
| Ret    | 18  | Hans Binder           | Surtees-Ford       | 31        | Nehoda          | 24               |      |
| Ret    | 10  | Ian Scheckter         | March-Ford         | 29        | Motor           | 18               |      |
| Ret    | 28  | Emerson Fittipaldi    | Fittipaldi-Ford    | 29        | Motor           | 19               |      |
| Ret    | 12  | Carlos Reutemann      | Ferrari            | 20        | Palivový systém | 12               |      |
| Ret    | 8   | Hans-Joachim Stuck    | Brabham-Alfa Romeo | 19        | Motor           | 13               |      |
| Ret    | 6   | Gunnar Nilsson        | Lotus-Ford         | 17        | Nehoda          | 4                |      |
| Ret    | 26  | Jacques Laffite       | Ligier-Matra       | 12        | Převodovka      | 11               |      |
| Ret    | 7   | John Watson           | Brabham-Alfa Romeo | 1         | Zavěšení        | 10               |      |
| Ret    | 22  | Clay Regazzoni        | Ensign-Ford        | 0         | Nehoda          | 14               |      |
| DNS    | 25  | Ian Ashley            | Hesketh-Ford       |           | Zranění         |                  |      |
| DNQ    | 15  | Jean-Pierre Jabouille | Renault            |           |                 |                  |      |
| Zdroj: |     |                       |                    |           |                 |                  |      |

## Průběžné pořadí po závodě
Pohár jezdců
| Pořadí | Jezdec           | Body |
| ------ | ---------------- | ---- |
| 1      | Niki Lauda       | 72   |
| 2      | Jody Scheckter   | 55   |
| 3      | Mario Andretti   | 47   |
| 4      | Carlos Reutemann | 36   |
| 5      | James Hunt       | 31   |
| Zdroj: |                  |      |

Pohár konstruktérů
| Pořadí | Konstruktér        | Body    |
| ------ | ------------------ | ------- |
| 1      | Ferrari            | 89 (91) |
| 2      | Lotus-Ford         | 62      |
| 3      | Wolf-Ford          | 55      |
| 4      | McLaren-Ford       | 51      |
| 5      | Brabham-Alfa Romeo | 27      |
| Zdroj: |                    |         |